# Mireille Miller-Young
Mireille Miller-Young, född 1976, är en amerikansk lektor i kvinnovetenskap vid University of California, Santa Barbara. I sin forskning undersöker hon ras, kön och sexualitet i USA:s sexbransch och visuella kultur. Hon avlade vid New York University filosofie doktorsexamen i historiografi över USA. Hon beskriver sig själv som en "akademisk pornograf".
Miller-Youngs projekt inkluderar ett bokmanus betitlat Ho[e] Theory samt bidrag till The Black Erotic Archive och The Sex Worker Oral History Project.

## Biografi

### Tidiga år och studier
Miller-Young växte upp i Lower East Side på Manhattan i New York.
Hon har studerat vid flera universitet på eller nära den amerikanska östkusten. Hon avlade en filosofie kandidatexamen vid Emory University i Atlanta i Georgia. Därefter studerade hon vid New York University (NYU), där hon både avlade master- och filosofie doktorsexamina
På NYU började hon för första gången i slutet av 1990-talet studera pornografi som ämne. Det inleddes med att hon deltog i en föreläsning där en feministisk föreläsare meddelade att pornografi var ett växande akademiskt ämne. Miller-Young fann genom detta texter i ämnet författade av afroamerikanska feminister, texter som hade det gemensamt att de anklagade pornografi som ett redskap bland många i undertryckandet av svarta kvinnors makt. Bland dessa äldre feminister fanns namn som Alice Walker, bell hooks och Audre Lorde.
Detta stod i strid med Miller-Youngs egen kittlande och tabubemängda spänning inför att någon gång på 1980-talet upptäcka – och i hemlighet ta del av – sin egen mors samling av "snusklitteratur". Hos hennes nära väninna, några kvarter bort, hade styvfadern en omfattande samling av Playboy, Penthouse, Hustler och pornografiska filmer. Septembernumret 1984 av Penthouse inkluderade bilder på Vanessa Williams, den första svarta Miss America, något som fascinerade Miller-Young och gjorde henne stolt som ung svart flicka.
Via 1990-talets många svarta gatuförsäljare av begagnade böcker och tidningar runt Greenwich Village och Times Square upptäckte hon även Players, en herrtidning utgiven 1973–2005 som en "svart" version av Playboy. Hon såg hur utgivningen av denna, liksom 1970-talets blaxploitation-filmer, stod i skarp kontrast mot nutidens svarta respektinriktade officiella politik.

### Akademisk karriär
Miller-Young är lektor i kvinnovetenskap vid University of California, Santa Barbara (UCSB), där hon också är medlem av fakulteterna för film- och medie- och kommunikationsvetenskap, Black Studies, historia och litteraturvetenskap. Från 2019 till 2020 var hon Advancing Equity Through Research Fellow hos Hutchins Center for African and African American Research vid Harvard University. 2020–2021 verkade hon som gästprofessor vid ICI Berlin (Institute for Cultural Inquiry) i Berlin.
Vid UCSB ligger Miller-Youngs fokus i forskning och föreläsande på studier om svart kultur samt historieskrivningen kring sexualitet, pornografi och sexarbete. Anno 2024 leder hon följande kurser vid läroinstitutionen: Women of Color – Sex, Love & Romance – Sexual Cultures, Special Topics – Sexualities, Special Topics.

### A Taste for Brown Sugar
I sin doktorsavhandling från 2004 – A Taste for Brown Sugar: The History of Black Women in American Pornography – undersöker Miller-Young med etnografiska metoder svarta kvinnors historia inom pornografin. Avhandlingen, som 2014 kom ut i bokform, har beskrivits som ett pionjärverk och uppmärksammats för sin vetenskapliga noggrannhet. Den har setts som inspirerad av verk av feministiska akademiker som Angela Davis, Saidiya Hartman och Celine Parreñas Shimizu. Vid sin utgivning recenserades den som ett grundläggande arbete om "den osynliga historien om svarta sexarbetare i porrbranschen, där hon kopplar samman svarta porrskådespelare, svart feministisk politik och den större sfären av sexualpolitik."
Boken belönades 2015 med litterära utmärkelser av National Women's Studies Association och American Studies Association.

### Annat skrivande och aktiviteter
Miller-Young är del av redaktionskommitteerna för de akademiska tidskrifterna Porn Studies och Signs, liksom för bokserierna Screening Sex (Edinburgh University Press) and Feminist Media Studies (University of Illinois Press). Hennes skrivande har synts i ett antal antologier, akademiska publikationer och nyhetsorgan, inklusive Porn Archives, Queer Sex Work, Ethnopornograpy, Sexualities, The Washington Post och The New York Times.
2013 fungerade hon som en av redaktörerna för antologin The Feminist Porn Book: The Politics of Producing Pleasure, en bok som även översatts till tyska och spanska. Hon var 2019 även redaktör för Black Sexual Economies: Race and Sex in a Culture of Capital.
Under 2020-talet har Miller-Young bland annat diskuterat och presenterat forskning kring svarta konstnärer och artister, med anledning av den framgångsrika Hollywood-filmen The Woman King. Andra ämnen ur nyare historia som hon arbetat med är Rosa Parks, hiphopfeminism och transkultur.

### Brottmål 2014
2014 blev Miller-Young känd i vidare kretsar efter att attackerat två tonåriga anti-abort-demonstranter på universitetsområdet, där hon lade beslag på och förstörde ett av deras plakat. Senare sa hon i en polisintervju att hon kände sig provocerad av plakatet och kände sig ha en "moralisk rätt" att avlägsna materialet ur synhåll. Hon åtalades för stöld, misshandel och vandalism, någon hon inte ifrågasatte, samt dömdes till 108 timmars samhällstjänst och tre års villkorligt fängelse. Hon ådömdes också att betala skadestånd samt delta i terapi för att bättre hantera sin ilska.
Brottmålet väckte stor uppmärksamhet, och den följande debatten inkluderade texter och uttalanden över hela det politiska spektrumet. Vicekanslern för studiefrågor, Michael Young, publicerade ett brev omkring incidenten som kunde uppfattas som ett distanserande till båda sidor i konflikten.
Mer än 30 professorer/akademiker vid olika universitet runtom i USA undertecknade ett brev till stöd för Miller-Young. I brevet beskrev de henne som en "vänlig och lysande mentor" som var "offer för en slaveriets kulturella arv"; hon "drabbades av den grafiska naturen hos anti-abort-plakatet [eftersom] hon [var] gravid".

## Verk

### Böcker och bokkapitel
- ”Sexy and Smart: Black Women and the Politics of Self-Authorship in Netporn”. C'Lick Me: A Netporn Studies Reader. Paradiso. 2007. ISBN 978-90-78146-03-2. https://www.researchgate.net/publication/239583086.

- ”Let Me Tell Ya 'Bout Black Chicks: Interracial Desire and Black Women in 1980s Video Pornography”. Pornification: Sex and Sexuality in Media Culture. Berg Publishers. 2007. ISBN 978-1-8452-0704-5.
- The Feminist Porn Book: The Politics of Producing Pleasure. The Feminist Press at CUNY. 2013. ISBN 978-1-5586-1818-3. (medredaktör)
- A Taste for Brown Sugar: Black Women in Pornography. Duke University Press. 2014. doi:10.1515/9780822375913-001. ISBN 978-0-8223-5814-5.

### Artiklar
- ”Black Tale: Women of Color in the American Porn Industry”. $pread 1 (1). 2005.
- ”Hardcore desire”. ColorLines Winter 2005 − 2006 (3):  sid. 1–35. 2005.
- ”Hip-Hop Honeys and Da Hustlaz: Black Sexualities in the New Hip-Hop Pornography”. Meridians: Feminism, Race, Transnationalism 8 (1):  sid. 261–292. 2007. doi:10.2979/mer.2007.8.1.261.
- ”Putting Hypersexuality to Work: Black Women and Illicit Eroticism in Pornography”. Sexualities 13 (2):  sid. 219–235. 2010. doi:10.1177/1363460709359229.

## Utmärkelser (urval)
- Sarah A. Whaley-bokpriset (2015) från National Women's Studies Association [2][26]
- John Hope Franklin Price (2015) från American Studies Association[2][27][28]